# Kordelija
Kordelija (također Uran VI) je prirodni satelit planeta Uran, iz grupe manjih unutarnjih pravilnih, s dimenzijama 50×36 kilometara i orbitalnim periodom od 0.33503384 ± 0.00000058 dana. Otkrila ga je sonda Voyager 2.